# Baltia
Baltia  o  Basilia  és el nom d'una illa llegendària de la mitologia romana, que se suposava ubicada a l'Europa del Nord. És esmentada per l'historiador Xenofont, concordant amb la Naturalis Història de Plini el Vell. El Mar Bàltic podria haver estat anomenat pel nom d'aquesta illa.
Diversos investigadors posicionen a aquesta suposada illa en Zelanda, o pròxima a una altra illa del Mar Bàltic, en els veïnatges de les illes de l'actual Estònia o potser a les costes riques en ambre de l'actual Lituània, o a les costes meridionals d'Escandinàvia, o fins i tot la consideren equivalent a l'illa de Helgoland, al Mar del Nord. Les dues últimes posicions són improbables com llocs " subrepresentades les costes, allà on l'ambre és llançada per la marea a la primavera i que els habitants usen com a combustible ", com el descriu Plini el Vell en la Naturalis Història, utilitzant alternativament els noms de Baltia, Basilia i Abalus, perquè aquests no són llocs on es troba en abundància l'ambre.